# Robert Toombs
Robert Augustus Toombs Jr. (Washington, 2 luglio 1810 – Washington, 15 dicembre 1885) è stato un politico e generale statunitense.
Uno dei politici di riferimento degli Stati Confederati d'America, gli è dedicata la contea di Toombs.

## Biografia
Rimasto orfano a cinque anni, passò un'infanzia travagliata, venendo ammesso all'università della Georgia a soli quattordici anni ma venendo espulso poco tempo dopo per aver giocato d'azzardo ed essere dedito all'alcolismo. Ammesso allora all'università della Virginia, divenne in seguito avvocato. Anche la sua vita amorosa fu sfortunata: sposato il suo amore giovanile Martha Julianna "Julia" DuBose nel 1830, ebbe tre figli, ma l'unico maschio Lawrence morì nel 1832 ad appena un anno d'età, mentre entrambe le figlie, Mary Louisa (1833-1855) e Sally (1835-1866), morirono giovani.
Oratore carismatico e popolare, dal 1837 fu coinvolto nella politica locale georgiana, finché nel 1844 venne eletto alla Camera dei Rappresentanti col suo amico Alexander H. Stephens, anch'egli futura figura politica di riferimento sudista. Inizialmente sostenitore dell'indivisibilità dell'Unione (tanto che aderì al nordista Partito di Unione Costituzionale), col tempo divenne invece favorevole al diritto di secessione, soprattutto a partire dal fallimento dell'Unione Costituzionale e dalla sua elezione al Senato degli Stati Uniti nel 1853.
All'elezione di Abraham Lincoln a presidente degli Stati Uniti nel 1860 Toombs, assieme a molti altri, abbandonò il suo seggio al Senato e rientrò in Georgia, mettendosi a disposizione del governo secessionista. Toombs era uno dei favoriti per guidare la nuova nazione degli Stati Confederati d'America, ma i delegati gli preferirono Jefferson Davis, di cui divenne critico e oppositore. Nonostante ciò Davis lo nominò proprio Segretario di Stato il 25 febbraio 1861, in riconoscimento della sua popolarità tra i sudisti.
Toombs, a differenza di molti altri, voleva a tutti i costi evitare il conflitto armato, e fu tra coloro che non approvarono il bombardamento di Fort Sumter, evento scatenante della guerra di secessione americana. I crescenti disaccordi con Davis lo portarono alle dimissioni il 25 luglio successivo, dopo cinque mesi esatti da Segretario di Stato confederato. Ammesso nell'esercito confederato come brigadier generale, venne ferito alla battaglia di Antietam; vistasi negare la promozione a maggior generale, abbandonò l'esercito regolare nel 1863.
Durante le ultime fasi della guerra difese la Georgia assieme all'ex-alleato politico Howell Cobb, ma la vittoria finale dell'Unione lo costrinse a fuggire all'estero per evitare l'arresto. Andato in esilio prima a Cuba, poi in Francia, Regno Unito e infine in Canada, nel 1867 poté rientrare negli Stati Uniti dopo essere stato perdonato dal presidente Andrew Johnson (ma non dal Congresso, che non gli ridiede mai la cittadinanza americana e quindi i pieni diritti civili).
Riuscì a rifarsi una carriera come avvocato e oratore, riottenendo un certo peso politico quando il suo vecchio alleato Stephens divenne governatore della Georgia. Nel 1883 tuttavia morirono sia Stephens che la moglie Julia; Toombs cadde allora in depressione e smise di badare a sé stesso, morendo due anni più tardi.